# Чилийско-японские отношения
Чилийско-японские отношения — двусторонние дипломатические отношения между Чили и Японией. Государства являются членами Азиатско-Тихоокеанского экономического сотрудничества, Организации экономического сотрудничества и развития и Организации Объединённых Наций.

## История
Раннее контакты между странами могли состояться через испанских купцов, которые попадали на Манильских галеонах из Акапулько в Манилу, а также через испанских миссионеров. В Маниле испанцы вели торговлю с японскими купцами и привозили эту продукцию в Латинскую Америку (Чили в то время входила в состав Испанской империи). В 1818 году Чили провозгласила независимость от Испании, а в 1860 году в чилийский порт Вальпараисо прибыло первое японское судно. В октябре 1868 года Япония вступила в период Мэйдзи и начала налаживать дипломатические отношения с другими странами после десятилетий изоляции. В 1890 году Чили открыла консульство в японском портовом городе Иокогама.
В 1894 году Чили продала Японии военный корабль под названием «Эсмеральда III», который затем был переименован в «Идзуми». В сентябре 1897 года страны официально установили дипломатические отношения после подписания Договора о дружбе, торговле и мореплавании. В том же году Чили открыла дипломатическую миссию в Токио, а два года спустя первый чилийский посол прибыл в Японию и вручил верительные грамоты императору Мэйдзи. В 1909 году Япония открыла дипломатическое представительство в Сантьяго.
В январе 1943 года Чили разорвала дипломатические отношения со странами «оси» и их союзниками во время Второй мировой войны, но объявила войну только Германии и Италии. В апреле 1945 года Чили объявила войну Японии, хотя уже в 1943 году начала сажать в тюрьмы японских граждан. Как и большинство латиноамериканских стран, Чили фактически не участвовала в этой войне. В 1952 дипломатические отношения между странами были восстановлены.
В 1959 году Нобусукэ Киси стал первым премьер-министром Японии, посетившим Чили. После восстановления демократического правления в Чили Патрисио Эйлвин стал первым президентом Чили, посетившим Японию в 1992 году. Между странами было проведено множество визитов на высоком уровне. Чили и Япония первыми вступили в Транстихоокеанское партнёрство (соглашение о тесном сотрудничестве с десятью другими странами Тихоокеанского региона). США вышли из соглашения в январе 2017 года, Чили и Япония с оставшимися девятью странами подписали Всеобъемлющее и прогрессивное соглашение о Транстихоокеанском партнёрстве в марте 2018 года в Сантьяго.
В сентябре 2017 года страны отметили 120-летие дипломатических отношений. Японский наследный принц Фумихито осуществил 10-дневный визит в Чили для участия в праздничных мероприятиях.

## Визиты на высоком уровне
Из Чили в Японию:

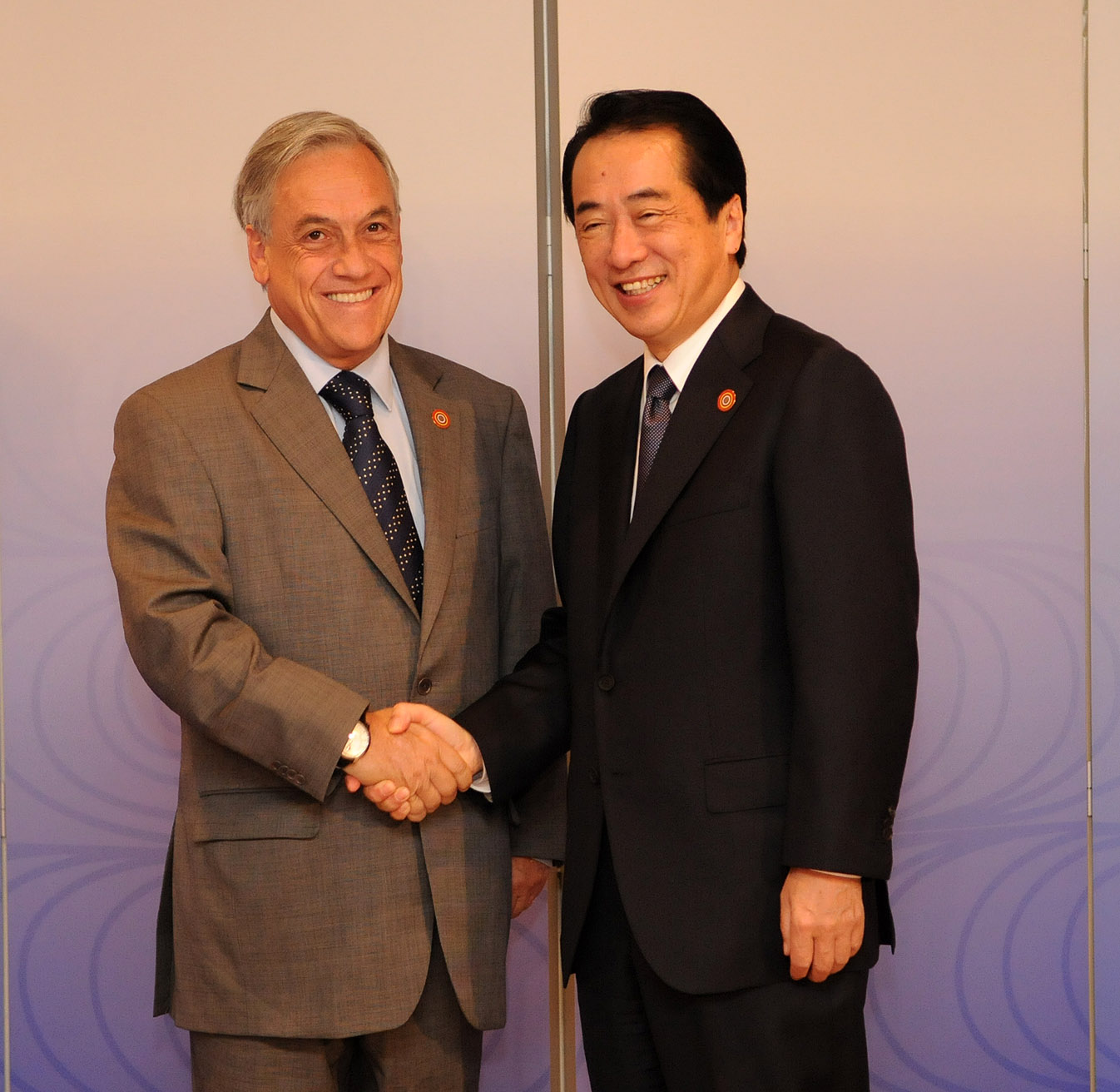
Президент Чили Себастьян Пиньера на встрече с премьер-министром Японии Наото Каном в Токио, 2010 год.

- Президент Патрисио Эйлвин (1992 год);
- Президент Эдуардо Фрей Руис-Тагле (1994, 1995 и 1997 годы);
- Президент Рикардо Лагос (2003 год);
- Президент Мишель Бачелет (2007 и 2018 годы);
- Президент Себастьян Пиньера (2010 и 2012 года).

Из Японии в Чили:
- Премьер-министр Нобусукэ Киси (1959 год);
- Принц Хитати (1993 и 1997 годы);
- Премьер-министр Рютаро Хасимото (1996 год);
- Премьер-министр Дзюнъитиро Коидзуми (2004 год);
- Премьер-министр Синдзо Абэ (2014 год);
- Наследный принц Фумихито (2017 год).

## Соглашения
Между странами подписано несколько двусторонних соглашений, таких как: Договор о дружбе, торговле и мореплавании (1897 год); Мирный договор (1951 год); Соглашение о техническом сотрудничестве (1978 год); Соглашение об открытии Японского агентства международного сотрудничества в Чили (1988 год); Соглашение об учреждении японской волонтерской программы для обеспечения технического сотрудничества между двумя странами (1996 год); Соглашение об оценке уровня выбросов углерода в лесных экосистемах Чили (2005 год) и Соглашение об избежании двойного налогообложения и уклонения от уплаты налогов (2016 год).

## Торговля
В 2006 году страны подписали Соглашение о свободной торговле, которое вступило в силу в ноябре 2007 года. В 2017 году объём товарооборота между странами составил сумму 8,3 миллиарда долларов США. Экспорт Чили в Японию: медь и медная руда, рыба (лосось и форель), щепа, литий и молибден. Экспорт Японии в Чили: автомобили и автозапчасти, шины, строительное и горнодобывающее оборудование. Прямые инвестиции Японии в Чили в 2016 году составили сумму 237 миллионов долларов США. В Чили представлены несколько транснациональных японских компаний, таких как: Honda, Sony, Toshiba, Nissan, Komatsu и Toyota.

## Дипломатические представительства
- Чили имеет посольство в Токио[8].
- Япония содержит посольство в Сантьяго[9].